# بينتو باروس
بينتو باروس هو لاعب كرة قدم موزمبيقي في مركز الدفاع، ولد في 4 مايو 1973 في موزمبيق. لعب مع دي سي كوستا دو سول.

## وصلات خارجية
- بينتو باروس على موقع الاتحاد الدولي (مؤرشف)  (الإنجليزية)
- بينتو باروس على موقع قاعدة بيانات كرة القدم.إي يو (الإنجليزية)
- بينتو باروس على موقع ناشيونال فوتبول تيمز (الإنجليزية)